# استان چیکوئیتوس
استان چیکوئیتوس (به اسپانیایی: Provincia Chiquitos) یکی از استان‌های بولیوی در بولیوی است که در شهرستان سانتا کروز (بولیوی) واقع شده‌است. استان چیکوئیتوس ۳۱٬۴۲۹ کیلومتر مربع مساحت و ۵۹٬۷۵۴ نفر جمعیت دارد و ۲۹۶ متر بالاتر از سطح دریا واقع شده‌است.